# Jamesbrittenia montana
Jamesbrittenia montana là một loài thực vật có hoa trong họ Huyền sâm. Loài này được (Diels) Hilliard mô tả khoa học đầu tiên năm 1992.